# Cunud
Cunud är en ort i Azerbajdzjan.   Den ligger i distriktet Şəki Rayonu, i den norra delen av landet, 260 km väster om huvudstaden Baku. Cunud ligger 670 meter över havet och antalet invånare är 960.
Terrängen runt Cunud är kuperad åt sydväst, men åt nordost är den bergig. Närmaste större samhälle är Qax, 13,0 km nordväst om Cunud. 
Omgivningarna runt Cunud är en mosaik av jordbruksmark och naturlig växtlighet. Runt Cunud är det ganska glesbefolkat, med 38 invånare per kvadratkilometer.